# Eigentlicher Tüpfelkuskus
Der Eigentliche Tüpfelkuskus (Spilocuscus maculatus) ist ein behäbiges Beuteltier aus der Familie der Kletterbeutler (Phalangeridae), das in Neuguinea und zahlreichen umliegenden Inseln vorkommt. Es gibt zahlreiche Unterschiede zwischen regionalen Populationen und die Systematik der Gruppe bedarf einer Revision. Ebenso wie der Kap-York-Tüpfelkuskus (Spilocuscus nudicaudatus), der in der Vergangenheit zum Eigentliche Tüpfelkuskus gerechnet wurde, könnten in der Zukunft weitere Arten abgespalten werden.

## Merkmale

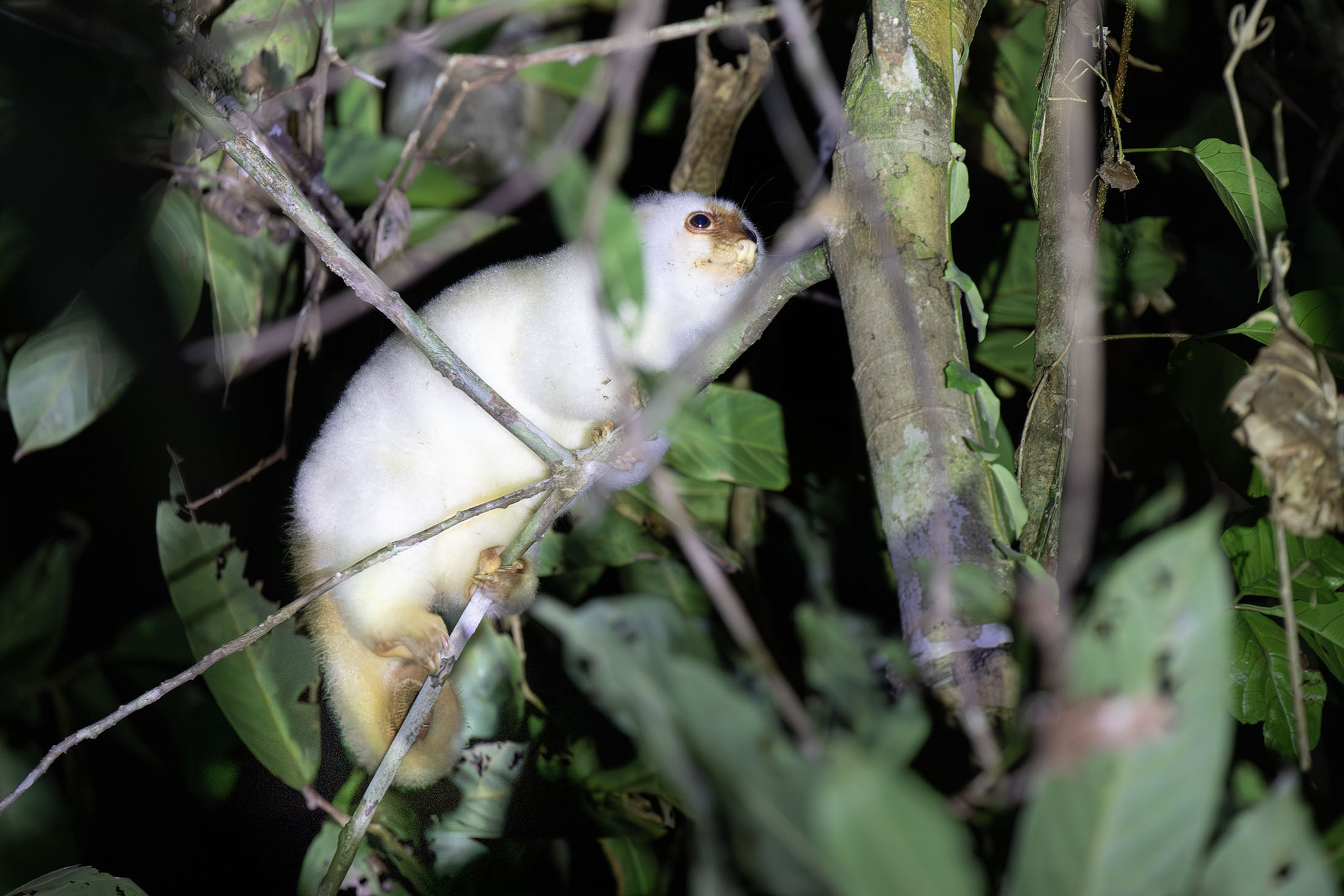
Weißes Exemplar

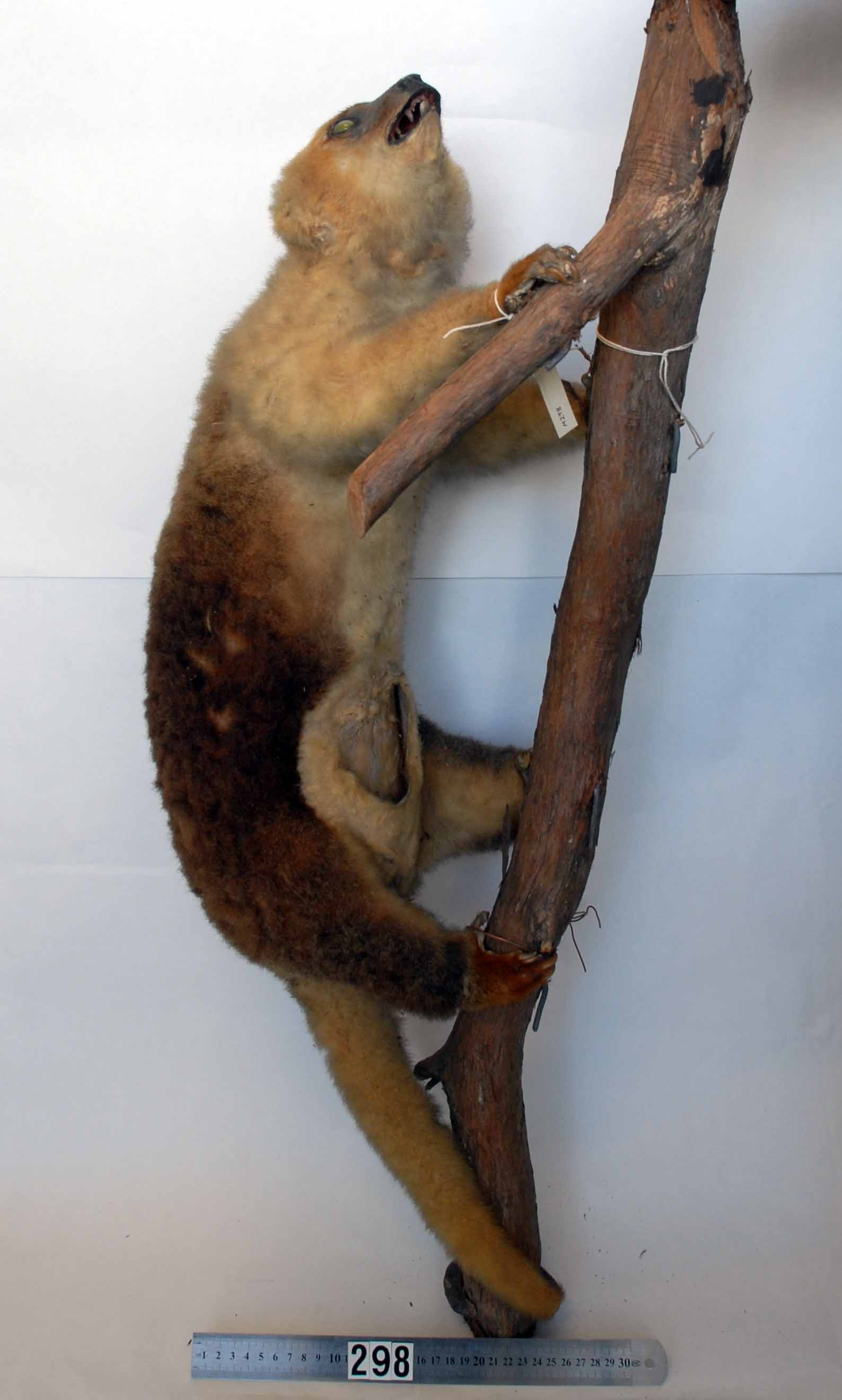
Exemplar mit dunkler Sattelzeichnung

Die Kopf-Rumpf-Länge liegt zwischen 42 cm und 74 cm, dazu kommt ein 38,5 cm bis 71 cm langer Schwanz. Das Körpergewicht der erwachsenen Tiere liegt zwischen 2,4 kg und 6,1 kg. Mit diesen Maßen gehört der Eigentliche Tüpfelkuskus zu den mittelgroßen bis größer werdenden Tüpfelkuskusarten. Ebenso variabel wie Größe und Gewicht ist die Fellfärbung der Tiere. Sie können fast einfarbig weißlich sein oder eine deutliche orange, ingwerfarbene, graue oder rötliche Fleckung aufweisen. Auch Tiere mit einem dunkelbraunen oder schwärzlichen Sattel treten auf. Im westlichen Neuguinea und nördlich des Zentralgebirges sind die Tiere in der Regel weißlich oder orange gefärbt. Weibchen sind eher einfarbig weißlich oder orange, Männchen mehr weißlich mit orangen Flecken. Bräunliche Tönungen fehlen, eine dunkle Sattelfärbung tritt niemals auf oder ist sehr selten. Im südlichen Neuguinea zwischen den Stromgebiet des Fly und Port Moresby sind die Tiere oft braun gefleckt, die Weibchen mit einer cremefarbenen Grundfärbung, die Männchen mit einer gelblichen Grundfärbung. Hände und Füße, das Gesicht und der körperferne Abschnitt des Schwanzes sind oft rotbraun gefärbt. Im südwestlichen Neuguinea vom Fly bis zur Bomberai-Halbinsel haben die Weibchen in der Regel eine dunkelbraune bis schwärzliche Sattelzeichnung und die Männchen sind dunkelbraun gefleckt. Der bauch ist für gewöhnlich cremefarben, Vorderarme, Schultern und Nacken sind meist rötlich oder orangefarben. Auf den Molukken sind die Tiere kleiner und farblich sehr variabel. Die meisten Tiere sind grau, ähnlich wie der nordostaustralische Kap-York-Tüpfelkuskus (Spilocuscus nudicaudatus). Die Männchen sind oft gefleckt, die Weibchen eher ungefleckt.

## Vorkommen
Der Eigentliche Tüpfelkuskus ist auf Neuguinea weit verbreitet und kommt auch auf Yapen, Mios und anderen Inseln in der Cenderawasih-Bucht, auf Walis, auf den Raja-Ampat-Inseln Misool, Salawati und Sorong, auf den Aru-Inseln, auf den südöstlich von Neuguinea gelegenen Inseln Dufaure und Samarai, sowie auf den Molukken (Ambon, Buru, Seram, Kei-Inseln u. a.) vor. Vom Menschen wurde der Eigentliche Tüpfelkuskus anscheinend auf Flores, Mussau (St.-Matthias-Inseln), New Ireland, Selayar und Sulawesi eingeführt. Auf den Inseln östlich von Neuguinea, wie Louisiade-Archipel oder D’Entrecasteaux-Inseln fehlen die Tiere.

## Lebensraum und Lebensweise
Der Eigentliche Tüpfelkuskus kommt in Tieflandregenwäldern, Primärwäldern und Sekundärwäldern, in Mangroven, Galeriewäldern und Eukalyptuswäldern bis in einer Höhe von 1400 Metern über dem Meeresspiegel vor, in den meisten Fällen unterhalb von 1000 Metern. Der Eigentliche Tüpfelkuskus ist baumbewohnend und wahrscheinlich eher nachtaktiv. Es gibt jedoch auch Beobachtungen von Tieren, die während des Tages aktiv waren. Sie schlafen in dichtem laub hoch in den Bäumen, in verhedderten Lianen, in den Blattkronen der Kokospalmen oder in Bambusdickichten. Zur Nahrung des Tüpfelkuskus gehören Blätter, Blüten, Stängel, Früchte und Knospen.  Männchen sind wahrscheinlich territorial. Paarungsbereite Weibchen rufen in der Nacht fast ohne Pause. Der Ruf klingt wie ein Mittelding zwischen einem Zischen und einem Eselsschrei. Das Jungtier bleibt nach der Geburt bis zum Alter von sechs Monaten im Beutel des Muttertieres.

## Bedrohung
Der Eigentliche Tüpfelkuskus ist weit verbreitet, relativ häufig und kommt auch in Biotopen vor, die vom Menschen beeinträchtigt wurden. Die Population ist wahrscheinlich stabil. Jungtiere werden vom Menschen oft gefangen, aufgezogen und als Haustier gehalten oder als Bushmeat gegessen, wenn sie die erforderliche Größe erreicht haben.

## Belege
1. 1 2 3 4 5  
Kristofer Helgen, Stephen Jackson: Family Phalangeridae (Cuscuses, Brush-tailed Possums and Scaly-tailed Possum). In: Don E. Wilson, Russell A. Mittermeier: Handbook of the Mammals of the World. Band 5: Monotremes and Marsupials. Lynx Editions, 2015, ISBN 978-84-96553-99-6, S. 496.
2. ↑  Spilocuscus maculatus in der Roten Liste gefährdeter Arten der IUCN 2006. Eingestellt von: T. Leary, R. Singadan, J. Menzies, K. Helgen, D. Wright, A. Allison, K. Aplin, C. Dickman, 2015. Abgerufen am 1. Oktober 2018.